# NGC 3361
NGC 3361 est une galaxie spirale intermédiaire (barrée ?) située dans la constellation du Sextant. NGC 3361 a été découverte par l'astronome britannique Andrew Ainslie Common en 1880.

## Caractéristiques
La classe de luminosité de NGC 3361 est III et elle présente une large raie HI. Elle renferme également des régions d'hydrogène ionisé.

### Distance
Sa vitesse par rapport au fond diffus cosmologique est de 2 281 ± 26 km/s, ce qui correspond à une distance de Hubble de 33,7 ± 2,4 Mpc (∼110 millions d'al).
À ce jour, une quinzaine de mesures non basées sur le décalage vers le rouge (redshift) donnent une distance de 29,660 ± 3,112 Mpc (∼96,7 millions d'al), ce qui est à l'intérieur des valeurs de la distance de Hubble. Notons cependant que c'est avec la valeur moyenne des mesures indépendantes, lorsqu'elles existent, que la base de données NASA/IPAC calcule le diamètre d'une galaxie et qu'en conséquence le diamètre de NGC 3361 pourrait être d'environ 20,0 kpc (∼65 200 al) si on utilisait la distance de Hubble pour le calculer.

### Classification
Wolfgang Steinicke et le professeur Seligman classe NGC 3361 comme une spirale barrée. L'image provenant des données DSS est trop floue pour pouvoir faire un choix.

## Paire de galaxies
NGC 3361 est à proximité de NGC 3360 sur la sphère céleste, mais elle est beaucoup plus rapprochée de la Voie lactée et n'est nullement en interaction avec cette dernière.